# Jacques Culmann
Pour les articles homonymes, voir Culmann.
Fréderic Jacques Culmann est un homme politique français né le 16 septembre 1787 à Annweiler, Palatinat-Deux-Ponts (aujourd'hui Palatinat rhénane) et décédé le 5 avril 1849 à Paris.
Colonel d'artillerie en retraite, il est député du Bas-Rhin de 1848 à 1849, siégeant avec les partisans du général Cavaignac.
Il est l'oncle de l'ingénieur Karl Culmann, père de la statique graphique et frère de August Ferdinand et Johann Christian Culmann, représentants du mouvement démocratique d'Allemagne au XIXe siècle, dit "Vormärz".